# Ahmed Ben Ali
Ahmed Ben Ali est un acteur tunisien. Il est notamment connu pour son rôle de Rostom dans la série télévisée Layali el bidh.

## Télévision
- 2007 : Layali el bidh
- 2009 : Achek Assarab
- 2013 : Yawmiyat Imraa
- 2015 : Dar Elozzab[1]
- 2015 : Naouret El Hawa (saison 2)
- 2015 : Ambulance (épisode 7)